# 卡尼夫水電站
卡尼夫水電站（烏克蘭語：Канівська ГЕС）是烏克蘭中部切爾卡瑟州城市卡尼夫座落於第聂伯河上的一個水力發電綜合體。它由隶屬於烏克蘭國營的烏克蘭能源公司旗下的Ukrhydroenego運營。
該電廠由S.Zhuk的项目研究機構“UkrHydroProject”的烏克蘭部門設計。該建設是由幾家專門從事該領域的公司進行的。施工期間還為發電廠的工作人員建造了一個小聚居區。
該工廠的渦輪機由哈爾科夫工廠“Turboatom”生產，而發電機則由哈爾科夫工廠“Elektrovazhmash”製造。
大壩有一個水閘，可以讓水沿着第聂伯河流動。它是一個單級、單腔鎖，而尺寸為288乘18（945乘59英尺）。

## 歷史
1997年，卡尼夫水電站開始被改建。第一階段持續到2002年6月，而第二階段則於2017年完工。第一階段由國際復興開發銀行提供資金，而第二階段由世界銀行在烏克蘭政府預算的基礎上投資了1.06億美元。